# Sailor Moon R: The Movie
Sailor Moon R: The Movie, ở Nhật gọi là Pretty Soldier Sailor Moon R: The Movie (劇場版 美 少女 戦 士 セ ー ラ ー ム ー ン R Gekijōban Bishōjo Senshi Sera Mun aru), Là một bộ phim hoạt hình Nhật Bản năm 1993 của đạo diễn Kunihiko Ikuhara và được viết bởi Sukehiro Tomita dựa trên series manga Sailor Moon bằng văn bản của Naoko Takeuchi.
Bộ phim ra mắt tại các rạp Nhật Bản vào ngày 5 tháng 12 năm 1993 và Pioneer Entertainment phát hành phim này tại Mỹ vào ngày 8 tháng 2 năm 2000 với tên Sailor Moon R: The Movie: The Promise of Rose. Tên phim lấy từ vòng cung thứ hai của anime Sailor Moon, Sailor Moon R, như Công ty Toei phân phối nó cùng khoảng thời gian. Các sự kiện được mô tả dường như diễn ra ở đâu đó trong các bước cuối của loạt bài này, như Chibiusa biết về danh tính của người lính Thủy thủ, các nhân vật trong hiện tại chứ không phải là tương lai, và Mamoru và Usagi trở lại với nhau.
Rạp tại Nhật Bản chiếu 15 phút tập recap ngắn trước khi chiếu phim, với tên Make Up! Sailor Soldier.